# Jerzy Ciszewski (sportowiec)
Jerzy Ciszewski (ur. 15 września 1961) – polski sportowiec, dziennikarz, menedżer, w 2005 wiceminister sportu.

## Życiorys
Syn Jerzego Ciszewskiego. Ukończył studia na Wydziale Trenersko-Nauczycielskim Akademii Wychowania Fizycznego w Warszawie. Trenował żeglarstwo, na początku lat 80. był członkiem kadry narodowej w klasie 470. Pływał w tym okresie z Karolem Jabłońskim, brał udział w mistrzostwach Europy i świata, zdobył wicemistrzostwo kraju (1990).
Pracował następnie jako dziennikarz, początkowo w „Dzienniku Ludowym”, później w „Rzeczpospolitej” i „Gazecie Wyborczej”. W 1994 zajął się prowadzeniem firm z zakresu public relations i marketingu sportowego. Był wykładowcą w Podyplomowym  Studium Public Relations przy Polskiej Akademii Nauk, współpracował z Politechniką Gdańską i Uniwersytetem Warszawskim.
Od maja 2004 do kwietnia 2005 pełnił funkcję doradcy prezesa Rady Ministrów Marka Belki. Następnie do listopada 2005 sprawował funkcję wiceministra sportu w randzie podsekretarza stanu, a później sekretarza stanu w Ministerstwie Edukacji i Sportu.